# عصام شعبان
عصام شعبان باحث مصري في الأنثربولوجيا الاجتماعية، حاصل على درجة الماجستير في الدراسات الأفريقية. باحث دكتوراة في الانثروبولوجيا الاجتماعية، جامعة القاهرة، يكتب حول الثورات العربية والحركات الاجتماعية ومهتم بتحليل السياسات الاقتصادية نسخة محفوظة 4 نوفمبر 2020 على موقع واي باك مشين..
عمل بعدد من منظمات المجتمع المدني، وهو ناشط سياسي يساري وباحث مهتم بالحركة العمالية والشبابية  كتب في عدد من الصحف والمواقع المصرية والعربية، وله أبحاث بعضها منشور مثل كتاب جيفارا الرمز والانسان والمناضل، تحليل اليات الفساد النساء في سوق العمل، تجارب تصفية وخصخصة بعض القطاعات الانتاجية صدر له عام 2020 كتاب آخر أيام البشير.. الثورة والمرحلة الانتقالية، غير عشرات الابحاث والمقالات.
فاز بالمركز الثاني على مستوي الجمهورية في مسابقة وزارة الثقافة البحثية عن بحث «المراة وثورة يناير كيف تتحقق العدالة والمواطنة»
شغل عضوية المجلس الأعلى للثقافة، شعبة العلوم الاجتماعية على مدار دورتين متتاليتين  وعضوية الامانة العامة للجمعية الوطنية للتغيير وكان من ضمن المتحدثين باسم الجمعية من 2011 وحتى 2014.

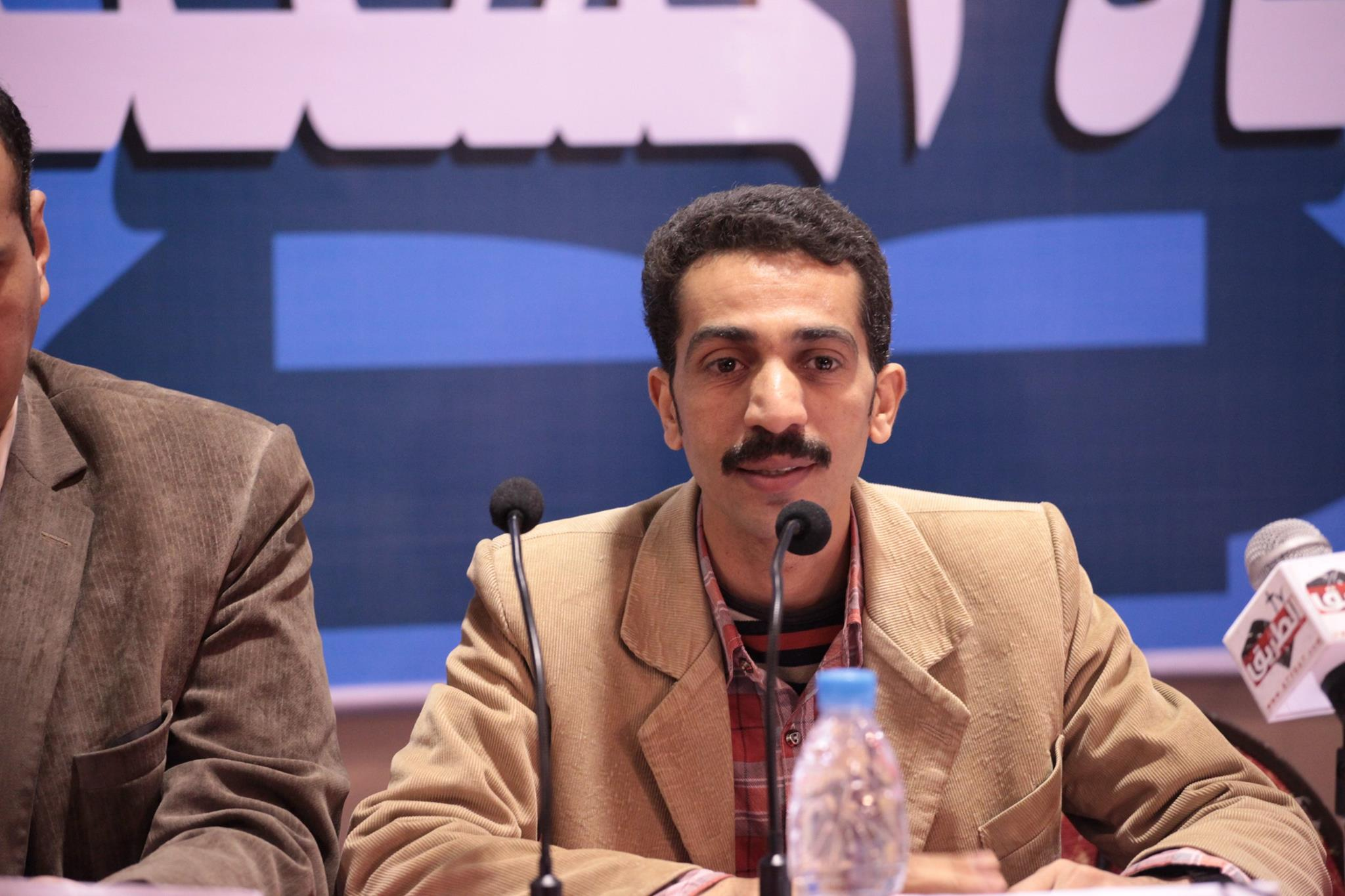
عصام شعبان بمعرض الكتاب 2014